# Carles I de Württemberg

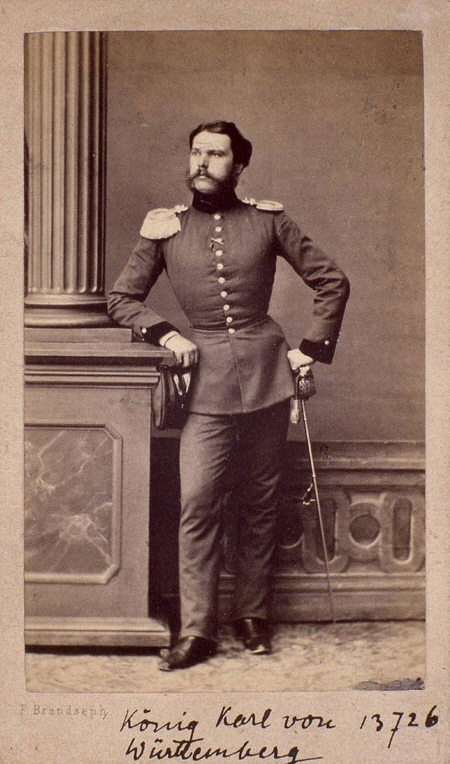
Carles I de Württemberg

Carles I de Württemberg (Stuttgart 1823 - 1891) va ser rei de Württemberg des de 1864 i fins a la seva mort. Durant el regnat de Carles es produí la Unificació d'Alemanya.
Nascut al Palau Reial de Stuttgart el dia 6 de març de 1823, era fill del rei Guillem I de Württemberg i de la princesa Paulina de Württemberg. Carles era alhora net per via paterna del rei Frederic I de Württemberg i de la princesa Augusta de Brunsvic-Wolffenbüttel i per via materna del príncep Lluís de Württemberg i de la princesa Enriqueta de Nassau-Weilburg.
El 13 de juliol de 1846 es casà amb la gran duquessa Olga de Rússia filla del tsar Nicolau I de Rússia i de la princesa Carlota de Prússia. La parella no tingué fills i la successió passà al fill d'un cosí de Carles, el que seria el rei Guillem II de Württemberg.
Durant el regnat de Carles es va produir la unificació del territoris alemanys. Al llarg de les diferents guerres prèvies a la Unificació, el regne de Württemberg es posicionà al costat d'Àustria i en contra de Prússia. La fidelitat de la casa württemburguesa així com de Baviera, Hessen o Hannover als interessos de l'emperador austríac no impedí la victòria final de les consideracions prussianes representades per Otto von Bismarck.
Carles I morí al Palau Reial de Stuttgart l'any 1891, tan sols un any després ho feia la seva esposa.